# Панаев, Иван Иванович (прокурор)
Иван Иванович Панаев (1752/1753, Туринск — 1796, Ирбит) — пермский губернский прокурор, писатель, отец поэта Владимира Ивановича Панаева, дед своего полного тёзки известного литератора Панаева.

## Биография
Его отец надворный советник Иван Андреевич Панаев, был много лет туринским воеводой. Сыну он дал очень скромное домашнее воспитание и 11-ти лет записал его в гвардию; но до 15-летнего возраста тот оставался дома, и только когда обратил на себя внимание генерал-губернатора Чичерина во время посещения последним его родителей при объезде Тобольской губернии, был зачислен прапорщиком в один из стоявших в Сибири полков.
Помещенный Чичериным в его доме и попав под надзор лучших учителей, Панаев с особенным прилежанием занялся богословием, историей и словесностью, а по производстве в подпоручики в 1774 году, был отправлен своим благодетелем в Петербург, где в следующем году сделался адъютантом генерал-майора, графа М. П. Румянцева, сына фельдмаршала, а через четыре года — флигель-адъютантом генерал-аншефа, графа Брюса.
Обласканный графиней Марией Андреевной Румянцевой, матерью Румянцева-Задунайского, Панаев стал у неё домашним человеком и вскоре сблизился с образованнейшими людьми того времени, как высшего, так и литературного круга. На их собраниях читались собственные и чужие произведения, в том числе и панаевские, отличавшиеся особенной легкостью языка и удостаивавшиеся даже внимания великого князя Павла Петровича; но, по скромности автора, они никогда не печатались, а оставались в рукописях у его друзей.
Кроме занятия литературой, Панаев подвизался и на домашних театрах, научившись декламации у известного актера Дмитревского и с успехом исполняя иногда его роли. Когда при открытии губерний по новому учреждению императрицы Екатерины II многие молодые люди, оставив военную службу, заняли разные губернские места сообразно своим чинам, их примеру последовал и Панаев, вышедший в отставку секунд-майором в 1781 и определенный в 1782 губернским стряпчим в Казань. Там он женился на дочери местной помещицы, Надежде Васильевне Страховой, приходившейся двоюродной племянницей поэту Державину. Прожил в Казани до 1786 года.
Переведен губернским прокурором в Пермь.
В 1790 году назначен на должность директора училищ. При Главном народном училище в Перми была создана хорошая библиотека, кабинет по натуральной истории (или минералогический кабинет), кабинет физических и математических инструментов и пособий. В оснащении училища книгами, пособиями, в создании библиотеки и кабинетов самое непосредственное участие принимали учителя, директор училища Панаев, администрация города и наместничества, служащие разных учреждений, заводовладельцы, жители г. Перми и Пермского наместничества.
Панаев в 1792, будучи в чине коллежского советника, получил из рук императрицы Екатерины II орден святого Владимира 4 степени, для чего нарочно вызывался в Петербург князем Вяземским. Снискав себе общее уважение как в Казани, так и в Перми, Панаев не оставлял и своих столичных друзей, петербургских и московских, ведя с иными постоянную переписку. Ему же литература обязана открытием таланта в 14-летнем Алексее Федоровиче Мерзлякове, которому он дал образование, и посылкой Карамзина за границу, при участии друзей. Отправившись осенью 1796 со всем семейством к умирающему отцу в Туринск, он умер в Ирбите на обратном пути, всего за 10 дней до воцарения императора Павла. Поэтому, когда новый государь, вспомнив о Панаев по вступлении на престол, велел генерал-прокурору, князю Куракину, разыскать его, его не было уже в живых.

### В масонстве
Иван Иванович Панаев был масоном, близким по духу к деятельности известного просветителя XVIII века, масона Николая Ивановича Новикова. В 1780—1781 годах Панаев был мастером стула в ложе «Горус» и в московской ложе «Трёх знамён». Летом 1783 года Панаев открыл ложу «Золотого ключа» в Перми, а с конца того же года был избран мастером стула в ложе «Восходящего Солнца» в Казани. В 1783—1786 годах ложа «Восходящего Солнца» работала под руководством Ивана Ивановича Панаева.
Его биограф С. В. Федосеев ещё в конце прошлого века видел в Ирбите в ограде собора памятник с высеченными на его гранях стихами: два из них посвятили отцу его сыновья Иван и Владимир (будущий известный литератор и академик), одно — «брат» Панаева по ложе «Золотого ключа» Лев Черкасов. Эпитафия Черкасова довольно ясно говорит о их масонской близости (через 13 лет после закрытия ложи): «Под камнем сим сокрыт мой брат и друг почтенный, высокий в просвещеньи истины святой. Блажен он в небесах, здесь вечно незабвенный души и сердца несравненной простотой».

## Семья
Иван Иванович Панаев от брака с Надеждой Васильевной Страховой имел детей:
1. Николай (01.08.1784[5]—1800)
2. Иван (11.12.1785[6]—1839). Жена — Мария Лукьяновна Хулдубашева.
  1. Панаев, Иван Иванович (1812—1862) — писатель, литературный критик, журналист. Жена — Панаева, Авдотья Яковлевна
3. Панаев, Владимир Иванович (1792—1859) — поэт и чиновник
4. Александр
  1. Панаев, Ипполит Александрович (1822—1901) — инженер путей сообщения, участвовал в строительстве железной дороги Петербург-Москва. Публиковал свои повести и рассказы в «Современнике», заведовал конторой и хозяйственной частью журнала.
  2. Панаев, Валерьян Александрович (1824—1899) — российский инженер-путеец, строитель Николаевской железной дороги, создатель Панаевского театра
    1. Панаева, Александра Валерьяновна (по мужу Карцова (Карцева); сценический псевдоним Сандра) (1853—1941) — русская оперная певица (сопрано).